# Chlebnice
Chlebnice jsou obec na Slovensku, v okrese Dolný Kubín v Žilinském kraji, na Oravě. Žije v nich přibližně 1 600 obyvatel. Ve vsi stojí římskokatolický kostel Nanebevzetí Panny Marie.

## Historie
První písemná zmínka o vesnici pochází z roku 1556.

## Přírodní poměry
Obec leží v nadmořské výšce 594 metrů a její katastrální území má výměru 25,301 km².

## Partnerské obce
- Balkány Maďarsko
- Słopnice Polsko
- Lázári, Rumunsko